# Takumi-kun Series: Soshite Harukaze ni Sasayaite
Takumi-kun Series: Soshite Harukaze ni Sasayaite (タクミくんシリーズ「そして春風にささやいて」 lit. Susurros de la brisa de primavera?) es una película japonesa dirigida por Kazuhiro Yokoyama y estrenada el 22 de diciembre de 2007. Fue protagonizada por Tomo Yanagishita y Keisuke Katō. Se trata de la primera adaptación a imagen real de Takumi-kun Series, una serie de novelas ligeras de género shōnen-ai escritas por Shinobu Gotō.

## Argumento
Takumi Hayama (Tomo Yanagishita) es un estudiante de secundaria que comienza su segundo año en la Academia Shidō, una prestigiosa y exclusiva escuela solo para hombres ubicada en un lugar apartado de las montañas, a las afueras de la ciudad. Tras haber sufrido una experiencia traumática cuando era niño, Takumi padece de una fobia extrema al contacto humano, es decir, no puede soportar el hecho de ser tocado por otras personas. Esta condición le llevó a una situación de aislamiento absoluto con respecto a toda la comunidad estudiantil y le ha ganado la reputación de ser alguien frío. Giichi "Gii" Saki (Keisuke Katō), el chico más popular de la escuela y su nuevo compañero de cuarto, confiesa su amor por él. Un muy sorprendido Takumi tiene sus dudas iniciales, pero gracias a que Gii le muestra cercanía y comprensión, comienza a sentir un fuerte afecto hacia este. Este afecto pronto se convierte en algo más profundo.
Mientras los sentimientos de Takumi hacia Gii crecen, Daisuke Nozaki (Tetsuya Makita), un estudiante arrogante que también está enamorado de Takumi pero que ha sido rechazado por este, se muestra receloso por la preferencia de Takumi hacia Gii e intenta violarlo. Afortunadamente Takumi es salvado por Gii, quien velando por la seguridad de su amado termina aceptando un reto con Nozaki: quien gane una carrera de tres vueltas tendrá el derecho de quedarse con Takumi, pero quien pierda no podrá acercarse a él o intervenir de ninguna manera. Decidido a ganar la carrera, Gii comienza a entrenar corriendo por el bosque todas las mañanas, a pesar de que los deportes nunca han sido su fuerte. 
Takumi, desconocedor de la situación y curioso por el repentino comportamiento de Gii, se entera del reto gracias a Shōzō, el mejor amigo de Gii. Incapaz de seguir viendo como Gii se sobreexige a sí mismo (sale a correr incluso en los días de lluvia), Takumi interviene y le ruega que pare, sosteniendo que no necesita que lo protejan. El día de la carrera, Gii casi pierde ante Nozaki pero gana con un último esfuerzo tras ser alentado por Takumi, quien grita que lo ama. Más adelante, Gii afirma que los ánimos de Takumi fueron lo que le permitieron ganar. Takumi se abre con Gii y le cuenta acerca de su fallecido hermano mayor (Hiroki Kōno) y los hechos que desencadenaron su fobia, mientras ambos comparten su primera noche juntos. Le cuenta que su hermano era alguien a quien idolatraba y que siempre era bueno con él, pero que con el tiempo comenzó a cambiar y a tocarlo, lo que eventualmente condujo a que Takumi sufriera una violación a manos de este. Su hermano murió después de escapar del hospital en el cual estaba ingresado y vagara por el bosque en un frío día lluvioso.
Algún tiempo después, Takumi visita la tumba de su hermano, decidido a enfrentar la situación de una vez por todas. Allí se encuentra con la enfermera que había cuidado de este, quien le dice que el día que su hermano había muerto no dejaba de repetir su nombre y que lo perdonase, y que había vagado por el bosque buscándolo. Dándose cuenta de que su hermano lamentaba lo que había hecho, Takumi llega a términos con este y consigo mismo. La película termina con Takumi alejándose con Gii, mientras explica cómo su fobia había desaparecido.

## Reparto
- Tomo Yanagishita como Takumi Hayama[3]
- Keisuke Katō como Giichi "Gii" Saki[3]
- Yasuka Saitō como Izumi Takabayashi[3]
- Yukihiro Takiguchi como Shōzō Aikaike[3]
- Tetsuya Makita como Daisuke Nozaki[3]
- Ryō Sakaguchi como Toshihisa Katakura[3]
- Wataru Hatano como Michio Yoshizawa[3]
- Hiroki Aiba como Sachi Inoue[3]
- Hiroki Kōno como Hermano de Takumi
- Orie Tōjō como Madre de Takumi

## Producción

### Música
La composición de la película estuvo a cargo de Wanogen. El tema utilizado para los créditos finales fue Going Under Ground de Sō Matsumoto.